# Olănești, Ștefan Vodă
Olănești este un sat din raionul Ștefan Vodă, Republica Moldova.
În sat funcționează o școală cu predare în limba română. De asemenea, în localitate există și o școală de arte.
Până în 1956 a fost centru raional.
La sud-est de sat este amplasată rezervația naturală silvică Olănești.

## Istoria
Prima mențiune documentară a satului Olănești datează din 1595, când așa-numitele sate hănești au fost cedate de domnitorul Ieremia Movilă hanului din Crimeea. În 1817, satul era format din 104 gospodării și 123 de locuitori. Din anul 1798, la Olănești exista o biserica Sfânta Paraschiva, construita dintr-o bare de lemn muruite cu lut și acoperită cu un acoperiș din stuf. In 1827, in Olănești locuiau 130 de familii si 571 de oameni. Sătenii aveau 80 capete de cai, 618 capete de vite, 766 de capete de vite mici.
La 23 februarie 1932, în fața satului Olănești, pe malul sovietic al Nistrului, 40 dintr-un grup de 60 de etnici români neînarmați din Transnistria care încercau să evadeze din Uniunea Sovietică în România au fost masacrați de trupele sovietice de frontieră și de agenți ai Direcției Politice de Stat (GPU). Printre victime se numără femei și copii. Masacrul a fost discutat pe 26 februarie în Parlamentul României, dar nu au fost luate măsuri. Autoritățile sovietice au tratat toate acuzațiile drept „propaganda capitalistă”. 
În apropierea satului, pe malul Nistrului, în 1958, a fost găsită o comoară de cinci coifuri, șase perechi de jambiere, o lampă și două pandantive. Lampa datează din secolul al VI-lea î.Hr. și era dedicată zeiței Artemis. Coifurile grecești și tracice datează din secolul al IV-lea î.Hr. și sunt probabil asociate cu campania lui Zopyrion împotriva sciților. Jambierele (sec. VI î.Hr.) sunt aurite. Piesele sunt păstrate în colecțiile Muzeului de Etnografie și Istorie Naturală din Chișinău.

## Demografie

### Structura etnică
Structura etnică a localității conform recensământului populației din 2004:
| Grup etnic                                               | Populație | % Procentaj  |
| -------------------------------------------------------- | --------- | ------------ |
| Băștinași declarați Moldoveni Băștinași declarați Români | 4838 41   | 91,33% 0,77% |
| Ruși                                                     | 236       | 4,46%        |
| Ucraineni                                                | 144       | 2,72%        |
| Bulgari                                                  | 16        | 0,30%        |
| Găgăuzi                                                  | 4         | 0,08%        |
| Țigani                                                   | 4         | 0,08%        |
| Evrei                                                    | 1         | 0,02%        |
| Alții                                                    | 13        | 0,25%        |
| Total                                                    | 5297      |              |

## Administrație și politică
Componența Consiliului local Olănești (13 consilieri), ales la 5 noiembrie 2023, este următoarea:
|  | Partid                                       | Consilieri | Componență | Componență | Componență | Componență | Componență | Componență |
|  | -------------------------------------------- | ---------- | ---------- | ---------- | ---------- | ---------- | ---------- | ---------- |
|  | Partidul Socialiștilor din Republica Moldova | 6          |            |            |            |            |            |            |
|  | Partidul Acțiune și Solidaritate             | 4          |            |            |            |            |            |            |
|  | Liga Orașelor și Comunelor                   | 2          |            |            |            |            |            |            |
|  | Partidul Social Democrat European            | 1          |            |            |            |            |            |            |

## Localități vecine
- Purcari — la nord-vest
- Antonești — la est
- Căplani — la sud
- Crocmaz — la sud-est
- Troițke (uk: Троїцьке, ru: Троицкое) din Ucraina, regiunea Odesa, raionul Beliaevka — la est

## Personalități
- Spiru Haret (actor)[necesită citare]
- Nicolae Busuioc (cântăreț)[necesită citare]
- Maria Doni (actriță)